# E. T. A. Hoffmann-Gesellschaft
Die E. T. A. Hoffmann-Gesellschaft  e. V. ist eine literarische Gesellschaft mit Sitz in Bamberg, die sich der Person und dem Werk des deutschen Schriftstellers, Komponisten und Zeichners E. T. A. Hoffmann (1776–1822) widmet.

## Geschichte
Hoffmann verbrachte knapp fünf Jahre seines Lebens, vom 1. September 1808 bis 21. April 1813, in Bamberg. An seiner zweiten Wohnung Zinkenwörth Nr. 50 (heute Schillerplatz 26), die Hoffmann am 1. Mai 1809 bezogen hatte, wurde 1908 eine Gedenktafel angebracht. Am 6. April 1930 wurde hier von einer losen Gruppe von Hoffmann-Freunden ein Museum eröffnet, das heutige E. T. A. Hoffmann-Haus. 

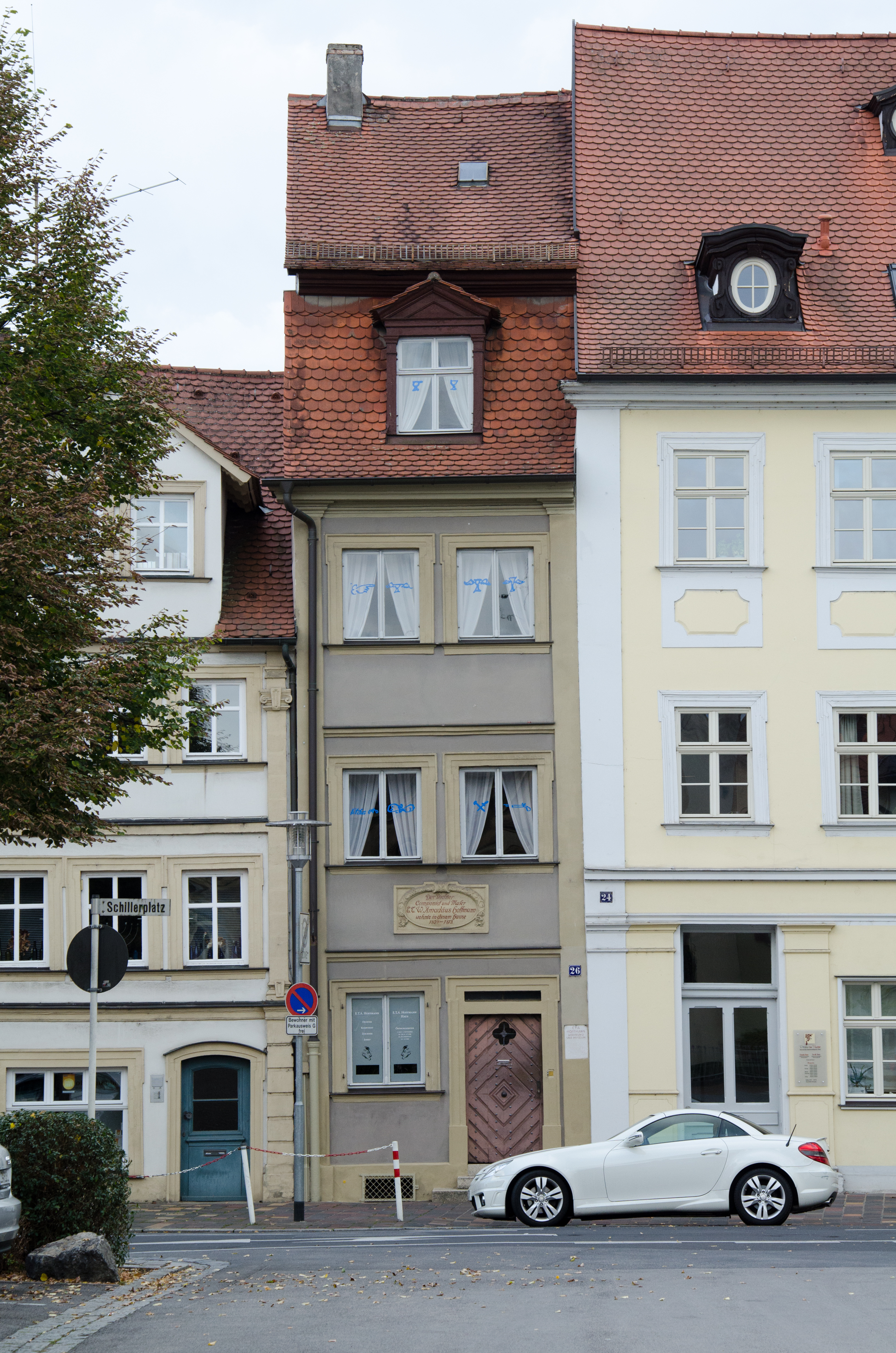
E. T. A. Hoffmann-Haus in Bamberg, Schillerplatz 26

Die Gesellschaft wurde unter Mithilfe des Bamberger Dichterkreises am 14. Juni 1938 während einer Gaukulturwoche gegründet. Die Leitung übernahm der Verleger Wilhelm Ament. Geschäftsstelle war das städtische Verkehrsamt. Nach dem Zweiten Weltkrieg erfolgte erst 1958 die Wiederbelebung. Am 14. Januar 1969 wurde die Gesellschaft in das Vereinsregister eingetragen und für gemeinnützig erklärt, die Mitgliederzahl im In- und Ausland stieg von 128 auf heute ca. 435, darunter ca. 50 Institutionen.
Die erste Satzung nach dem Zweiten Weltkrieg stammt vom 14. Mai 1964. Die folgende vom 23. November 1968 bildet die Grundlage für alle weiteren, bis zu der heute gültigen Satzung vom 21. April 2013. Das jeweils auf die Dauer von drei Jahren gewählte Präsidium besteht aus dem Präsidenten, dem Vizepräsidenten, dem Geschäftsführer und dem Schatzmeister, die alle ehrenamtlich tätig sind.
Bis 2019 betreute die Gesellschaft das E.T.A.-Hoffmann-Haus in Bamberg. Mit Kooperationsvertrag vom 18. Februar 2020 übernahm die Stadt Bamberg rückwirkend ab 1. Januar 2020 dessen Trägerschaft.
Die Gesellschaft ist Mitglied in der Arbeitsgemeinschaft Literarischer Gesellschaften und Gedenkstätten und in der Arbeitsgemeinschaft Musikermuseen in Deutschland.

## Vorsitzende bzw. (seit 2010) Präsidenten
- 1938–1956: Wilhelm Ament (1876–1956), Psychologe und Verleger
- 1956–1963: Hans Leitherer (1885–1963), Bildhauer
- 1963–1971: Rudolf Herd (1902–1971), Gymnasiallehrer
- 1972–1992: Georg Wirth (1923–1996), Verleger
- 1993–1998: Reinhard Heinritz (geb. 1954), Germanist und Gymnasiallehrer
- 1999–2016: Bernhard Schemmel (geb. 1940), Germanist, Volkskundler und Bibliothekar
- 2017–2019: Kaltërina Latifi (geb. 1984), Germanistin
- seit 2020: Bettina Wagner (geb. 1964), Germanistin, Mittellateinerin und Bibliothekarin

## Aufgaben
Gemäß der Satzung vom 21. April 2013 soll die E.T.A. Hoffmann-Gesellschaft „das künstlerische Erbe E.T.A. Hoffmanns betreuen, wissenschaftlich bearbeiten, öffentlichkeitswirksam verbreiten (z. B. durch Lesungen, Vorträge, Kolloquien, Ausstellungen u. a.) und den Kontakt mit Hoffmann-Forschern und Hoffmann-Freunden pflegen“. Darüber hinaus ist sie bemüht, die erhaltenen Hoffmann-Gedenkstätten zu bewahren. Alljährlich gibt sie das E.T.A. Hoffmann-Jahrbuch heraus, ein wissenschaftliches Periodikum, das auch Berichte und Mitteilungen der Gesellschaft enthält. Die Gesellschaft führt regelmäßig einmal im Jahr eine Tagung mit einem Forschungsforum durch. Konstitutiv ist der internationale Auftrag.

## Sammlungen
Die insbesondere in der Gründungsphase des Museums angelegten Sammlungen, Erst- und andere Ausgaben, Literatur über Hoffmann und sein Werk, Autographe, Graphiken und Fotos wurden 1958 und 1961 der Staatsbibliothek Bamberg anvertraut. Diese besorgt seitdem die Fortführung ihres eigenen Sammlungsschwerpunkts zu E. T. A. Hoffmann.

## Veröffentlichungen
Die Mitteilungen der E.T.A. Hoffmann-Gesellschaft, Sitz in Bamberg (ISSN 0073-2885) erschienen von 1938 bis 1943 in drei schmalen Heften. Das Periodikum wurde von 1958 bis 1991 im Eigenverlag fortgeführt und ging ab 1992/1993 in dem neu gegründeten E.T.A. Hoffmann-Jahrbuch (ISSN 0944-5277) auf, das im Erich Schmidt Verlag verlegt wird. Wie früher die Mitteilungen, erhält jedes Mitglied das Jahrbuch als Jahresgabe.

## E.T.A. Hoffmann-Medaille
Personen oder Institutionen, die Verdienste um Hoffmann erworben haben, können durch die Verleihung der undotierten E.T.A. Hoffmann-Medaille gewürdigt werden. Bisherige Preisträger sind:
- 2011: Hartmut Steinecke, Germanist
- 2012: Wulf Segebrecht, Germanist
- 2013: Klaus Kanzog, Germanist
- 2014: Rainer Lewandowski, Intendant des E.T.A.-Hoffmann-Theaters in Bamberg
- 2014: Valentina Petrovna Pokladova (russisch Валентина Петровна Покладова), Kuratorin der Kunsthistorischen Abteilung des Kaliningrader Gebietsmuseums für Geschichte und Kunst (russisch Калининградский областной историко-художественный музей)
- 2016: Eckart Kleßmann, Schriftsteller
- 2017: Rüdiger Safranski, Germanist und Schriftsteller
- 2018: Stanislav Michajlovič Sokolov (russisch Станислав Михайлович Соколов), Stop-Motion-Künstler
- 2019: Peter Lachmann, Dichter, Essayist, Theaterregisseur und Übersetzer
- 2022: Jerzy Jambor, Pharmazeut, Dozent an der Fakultät für Gesundheitswissenschaften der Akademie Konin (polnisch Akademia Nauk Stosowanych w Koninie)
- 2024: Elke Riemer-Buddecke, Kunsthistorikerin und Germanistin